# 肖德山
76°37′S 162°8′E / 76.617°S 162.133°E
肖德山（英語：Shoulder Mountain），是南極洲的山峰，位於維多利亞地的斯科特海岸，海拔高度超過1,000米，由新西蘭探險隊繪入地圖和命名，現時由南極條約體系管理。